# 피막이아과
피막이아과(---亞科, 학명: Hydrocotyloideae 히드로코틸로이데아이[*])는 두릅나무과의 아과이다.

## 하위 분류
- 피막이속(Hydrocotyle Tourn. ex L.)
- Trachymene Rudge